# 名古屋市立大高中学校
名古屋市立大高中学校（なごやしりつ おおだかちゅうがっこう）は、名古屋市緑区森の里にある公立中学校。

## 沿革
- 1947年（昭和22年）4月1日 - 1941年までの大高国民学校の場所（現在の名古屋市立大高北小学校の場所に該当）に、知多郡大高町立大高中学校として発足[1]。
- 1954年（昭和29年）1月20日 - 校訓として「誠実・勤勉・健康」を制定[1]。
- 1964年（昭和39年）12月1日 - 合併に伴い、名古屋市立大高中学校と改称[1]。
- 1980年（昭和55年）8月26日 - 新校舎への移転[1]。
- 2009年（平成21年）4月1日 - 通学区域を変更し、一部が有松中へ編入される[1]。

## 部活動

### 体育運動部
- サッカー部（男）[2]
- バレーボール部（女）[2]
- 卓球部（男女）[2]
- 陸上競技部（男女）[2]
- 野球部（男）[2]
- バスケットボール部（女）[2]
- 硬式テニス部(男)

### 文化部
- 吹奏楽部（男女）[2]
- 美術部（男女）[2]

## 通学区域
- 名古屋市立大高小学校・名古屋市立大高北小学校・名古屋市立大高南小学校学区をその通学区域としている[3]。